# جوزف بردز
جوزف بردز (انگلیسی: Joseph Birds; ۲۹ اکتبر ۱۸۸۷ – ۲۸ آوریل ۱۹۶۶) بازیکن فوتبال اهل بریتانیا بود.
از باشگاه‌هایی که در آن بازی کرده‌است می‌توان به باشگاه فوتبال نلسون، باشگاه فوتبال مکلسفیلد تاون، باشگاه فوتبال استوک‌پورت کانتی، و باشگاه فوتبال منچستر سیتی اشاره کرد.